# Tramways d'Anvers

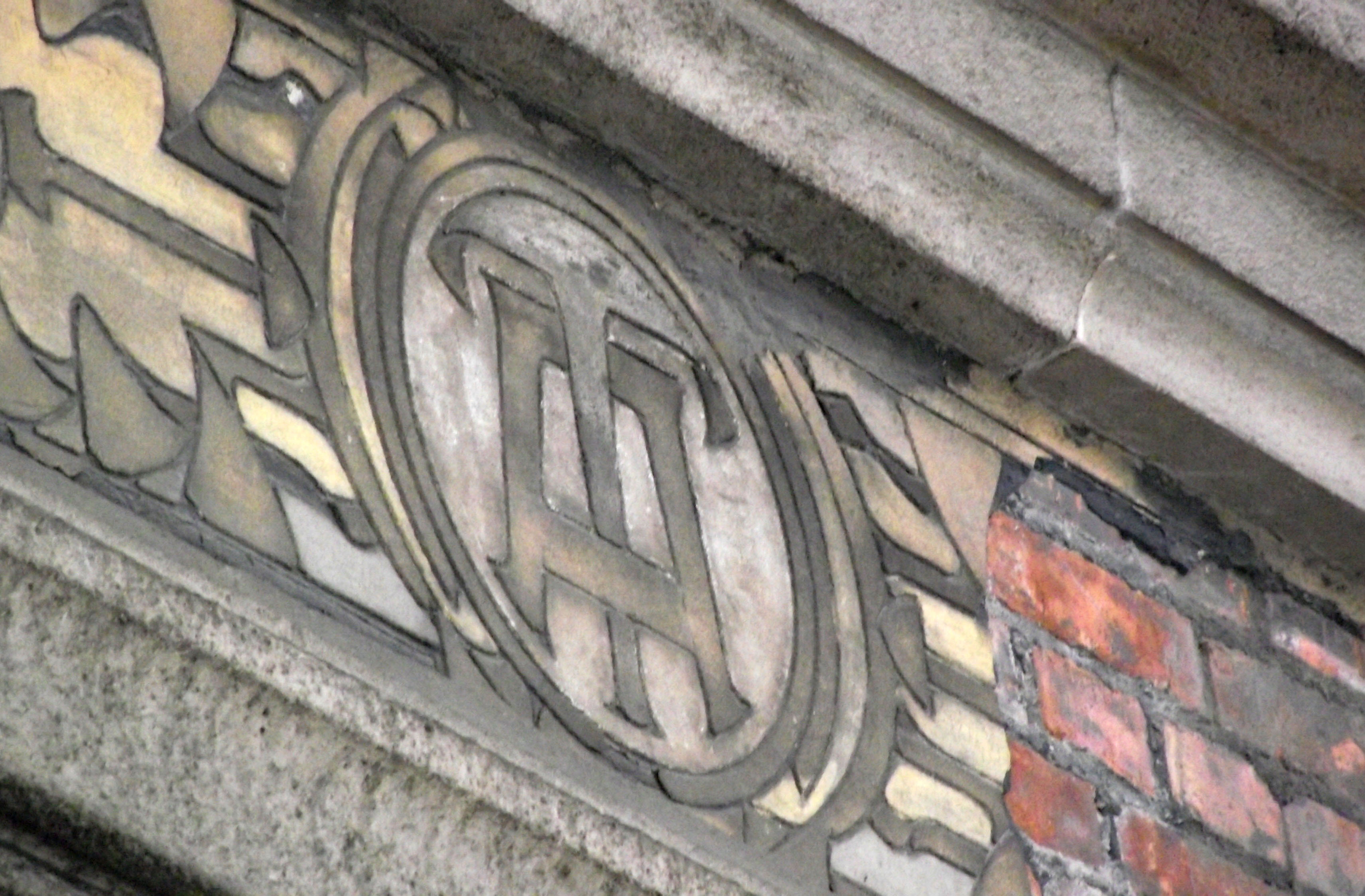
Logo op een gevel van een stelplaats bij Draakplaats.

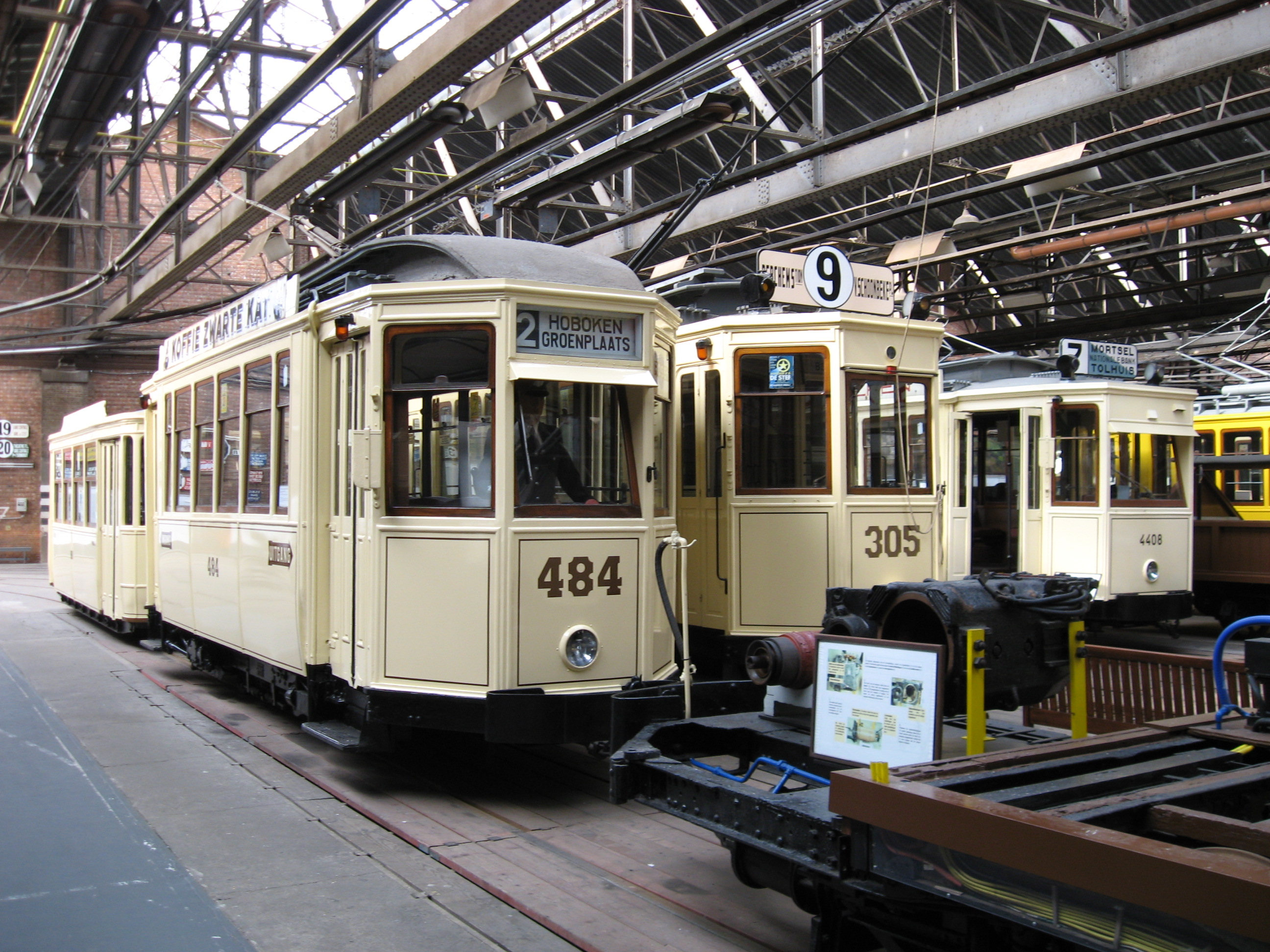
Oude trams van de Tramways d'Anvers in het Antwerpse trammuseum.

De Tramways d'Anvers was een vervoerbedrijf dat stads- en streekvervoer exploiteerde in de gemeente Antwerpen en in delen van de provincie Antwerpen.

## Geschiedenis
De Tramways d'Anvers werd in maart 1927 opgericht en exploiteerde vanaf 1927 t/m 1945 zijn diensten in de regio Antwerpen. Nadat de vergunningen van CGTA verliepen nam Tramways d'Anvers de activititeiten over. Een van de eerste wensen van het bedrijf was om trolleybussen in dienst te nemen. Het stadsbestuur zag wel voordelen in dit idee, omdat een rail-loze bus veel beter kon uitwijken dan een tram. In juli 1929 werd er de eerste proefrit met een trolleybus gereden. De eerste bus was gemaakt in het eigen atelier van Tramways d'Anvers. Later, toen de proef geslaagd was, kwamen er meer trolleybuslijnen in dienst. In 1933 nam de Tramways d'Anvers ook het beheer van de A.A. op zich. Dit werd gedaan om de diverse vervoersmodi beter te kunnen afstemmen met elkaar. In 1936 kwam er voor het eerst een plan om een bestaande tramlijn te vervangen door een trolleybuslijn en in 1938 begonnen de voorbereidingen voor deze wisseling. Ook waren er plannen om de testlijn definitief om te zetten naar een trolleybuslijn, echter door de komst van de Tweede Wereldoorlog gingen deze plannen niet door. 
Vanaf 1940 werden alle trolleybusactiviteiten in Antwerpen gestaakt tot aan de bevrijding in 1944. Na een korte onderbreking na de bevrijdingsdagen werden alle trolleybusactiviteiten hervat op de toen nog gesloten lijnen. In 1945 verliepen de vergunningen van Tramways d'Anvers en nam T.A.O. vanaf 1 januari 1946, als tijdelijk beheersorgaan, de activiteiten over. Pas in 1957 kwam er een definitief einde aan het bedrijf toen het fuseerde met Electrafina, het vroegere CGTA.

## Exploitatie
Tramways d'Anvers exploiteerde verschillende trolleybus- en tramlijnen in de regio Antwerpen. Dit gebeurde veelal met het oude materieel van voorgaande vervoerders en met veel nieuw materieel dat vooral in dienst nadat men nieuwe trolleybuslijnen ging ontwikkelen.